# Брюнсвик, Леон
Леон Брюнсвик (фр. Léon Brunschvicg; 10.11.1869, Париж — 18.01.1944, Экс-ле-Бен, Франция) — французский философ-идеалист. Профессор Сорбонны (с 1909 года), член Академии моральных и политических наук (1919).
Окончил со степенью агреже по философии Высшую педагогическую школу, где учился с 1888 года. В 1909 году занял кафедру современной философии в Сорбонне. Член Академии моральных и политических наук (1919, кресло 6 секции I — философия), её президент в 1932 году. У него учились Арон, Раймон, Левинас, Эммануэль, Владимир Янкелевич, Сартр, Жан-Поль, Низан, Поль, Политцер, Жорж и другие.
Ю. М. Бохенский в своей книге «Современная европейская философия» называет Брюнсвика «самым значительным французским идеалистом и самым влиятельным во Франции философом, наряду с Бергсоном», также отмечая, что наибольшим влиянием Брюнсвик пользовался в период 1920—1939 годах..